# Damville
Damville település Franciaországban, Eure megyében. Lakosainak száma 2068 fő (2015).

## Népesség
A település népességének változása:
| Lakosok száma | 1321 | 1349 | 1345 | 1666 | 1897 | 2017 | 2031 | 2016 | 2068 |
|               | 1962 | 1968 | 1975 | 1982 | 1990 | 1999 | 2008 | 2013 | 2015 |